# Ignatz Petter
Ignatz Petter (1805. – Varaždin, 1866.), hrvatski graditelj orgulja koji je djelovao od 1840. do 1863. godine. te graditelj i popravljač orgulja koji je djelovao u Varaždinu od 1830. godine. Izgradio je orgulje u Gušćerovcu, Varaždinu, Bjelovaru, Hlebinama i drugdje.